# 第57回日劇學院賞
←第56回 - 第57回 - 第58回→
第57回日劇學院賞，針對2008年4月到6月在日本播出的連續劇做出投票與評比。

## 最優秀作品賞
1. Last Friends
2. CHANGE
3. Around40

- 讀者票：1. Last Friends；2. CHANGE；3. 極道鮮師3
- 記者票：1. Last Friends；2. Around40；3. CHANGE
- 評審票：1. Last Friends；2. CHANGE；3. 你不是犯人吧？、81diver

## 主演男優賞
1. 木村拓哉（CHANGE）
2. 速水直道（絕對達令）
3. 溝端淳平（81diver）

- 讀者票：1. 木村拓哉（CHANGE）；2. 速水直道（絕對達令）；3. 草彅剛（我的野蠻女友）
- 記者票：1. 木村拓哉（CHANGE）；2. 速水直道（絕對達令）；3. 堺正章（無理な恋愛）
- 評審票：1. 木村拓哉（CHANGE）；2. 速水直道（絕對達令）；3. 溝端淳平（81diver）

## 主演女優賞
1. 仲間由紀惠（極道鮮師3）
2. 天海祐希（Around40）
3. 長澤雅美（Last Friends）

- 讀者票：1. 仲間由紀惠（極道鮮師3）；2. 長澤雅美（Last Friends）；3. 天海祐希（Around40）
- 記者票：1. 天海祐希（Around40）；2. 石原里美（謎）；3. 長澤雅美（Last Friends）
- 評審票：1. 仲間由紀惠（極道鮮師3）；2. 蒼井優（料理仙姬）；3. 天海祐希（Around40）

## 助演男優賞
1. 錦戸亮（Last Friends）
2. 瑛太（Last Friends）
3. 阿部寛（CHANGE）

- 讀者票：1. 錦戸亮（Last Friends）；2. 瑛太（Last Friends）；3. 阿部寛（CHANGE）
- 記者票：1. 錦戸亮（Last Friends）；2. 瑛太（Last Friends）；3. 寺尾聰（CHANGE）
- 評審票：1. 錦戸亮（Last Friends）；2. 寺尾聰（CHANGE）；3. 阿部寛（CHANGE）

## 助演女優賞
1. 上野樹里（Last Friends）
2. 深津繪里（CHANGE）
3. 相武紗季（絕對達令）

- 讀者票：1. 上野樹里（Last Friends）；2. 深津繪里（CHANGE）；3. 相武紗季（絕對達令）
- 記者票：1. 上野樹里（Last Friends）；2. 深津繪里（CHANGE）；3. 相武紗季（絕對達令）
- 評審票：1. 上野樹里（Last Friends）；2. 深津繪里（CHANGE）；3. 相武紗季（絕對達令）

## 監督賞
1. 加藤裕將、西坂瑞城、遠藤光貴（Last Friends）
2. 水田成英、松山博昭、八木一介（81diver）

## 腳本賞
1. 浅野妙子（Last Friends）
2. 橋部敦子（Around40）

## 其他獎項
- 主題曲賞：宇多田光「Prisoner Of Love」（Last Friends）
- 特別賞：從缺